# トゥヴォック
トゥヴォック (Tuvok) は、『スタートレック:ヴォイジャー』などに登場する人物の一人。地球から約7万光年も離れたデルタ宇宙域にとばされたU.S.S.ヴォイジャーの保安部長として活躍した（俳優：ティム・ラス/吹替え：青山穣）。

## 人柄
容貌的にはアフリカ系に近い、黒人ヴァルカン人。その後DS9のあるエピソードでも、アメリカ国民と同程度に1割ほどが黒人ヴァルカン人であるシーンが登場する。
キャスリン・ジェインウェイの特命を受け、レジスタンス組織マキにスパイとして潜入していたが、マキと同時にデルタ宇宙域に飛ばされる。保安主任と戦術士官を兼任することとなった。
バルカン人であるため、論理を重んじる人柄。時には人を見下した傲慢な態度を取っているように見えることもあるが、人間のことを共感せずとも理解はしており、バルカン人なので感情を表に出すことはないものの本質は優しく思いやりのある人物である。
年齢は地球換算で110歳前後、バルカン年でも100歳間近とおそらくヴォイジャーの中で最高齢。長く生き経験豊富な為、科学知識やエンジニアとしての腕も本職のクルーに劣らないほどの実力を持つ。ただし非常時でない限りその腕を振るうことはない。バルカン人特有の高い身体能力や回復力を持ち、バルカン・アタックを扱うなど体術は得意。普段は本を読んだり、瞑想をしたり、趣味のランの育成をしたりと静かに過ごす。
彼は成人する前、感情を抑制することができないヴァルカンでの問題児であった。人間の女性に恋をしたことで感情が暴走してしまったことをきっかけに、バルカンマスターの下で修業することで模範的なバルカン人となった。その後、両親の勧めで艦隊士官となり、科学士官としてミスター・カトー指揮するエクセルシオールに着任する。そこで彼は人間のエゴとも言うべき行動を目の当たりにしたことで愛想をつかし、元から望んだ道でないこともあって艦隊士官を辞し故郷に戻ってしまう。その後、妻を娶り子育てをしたことで、当時の両親の思い(艦隊で他種族の文化や知識から新たな学びを得る事)を知るところとなり、50年後艦隊に戻る。宇宙艦勤務やアカデミーの教官を経た後、キャスリン・ジェインウェイと出会い、以降ヴォイジャーに乗り込むまで2隻の船で任務を共にしたことで友人同士となり、彼女に対して高い忠誠心を持つに至る。
大尉だったが、第73話にて少佐へ昇進するイベントがある。
シリーズ終了から20年を経て、ヴォイジャー帰還から約3年後の『スタートレック:ローワー・デッキ』シーズン3-1話(自宅待機)にゲスト出演(セリフ無し)、中佐に昇進している様子が描かれている。
『スタートレック:ピカード』シーズン3第7話では大佐となり、可変種が成り済ました姿で登場する。同シーズン第10話では本人として登場し、古くからの友であるセブン・オブ・ナインを大佐に昇進させる。

## 経歴
- 2401年 宇宙艦隊所属  (大佐)
- 2382年 宇宙艦隊所属（中佐）
- U.S.S.ヴォイジャー 保安部長兼戦略士官（大尉、後に少佐）
- 木星基地勤務
- U.S.S.ビリングス 保安士官
- U.S.S.ワイオミング （少尉）
- U.S.S.エクセルシオール 科学士官（少尉）
- 2293年 宇宙艦隊士官学校 卒業

## 備考
- 『スタートレック ジェネレーションズ』に登場する23世紀の宇宙艦U.S.S.エンタープライズBのクルーに、トゥヴォックとよく似た人物が居るが、彼は地球人であるので全くの別人である。トゥヴォックはU.S.S.エンタープライズBと同じエクセルシオール級のU.S.S.エクセルシオールに乗務していたことがあるので余計に紛らわしい（両人はもちろん同じ俳優が演じている。この他にもティム・ラスはTNGで別の人間、DS9ではクリンゴン人として出演しており、DS9の平行世界を舞台としたエピソードにはトゥヴォック本人として出演している）。
- ティム・ラスが監督したファン映画 Star Trek: Of Gods and Men （2007年・2008年／90分／3部構成のミニシリーズ）には、テレビシリーズのキャストが多数出演しており、ティム・ラス自身もトゥヴォックとして出演している。この作品には他に、テレビシリーズ『宇宙大作戦』 (Star Trek / TOS) のニシェル・ニコルズ（ウフーラ役）、ウォルター・ケーニッヒ（チェコフ役）、グレイス・リー・ホイットニー（英語版）（ジャニス・ランド（英語版）役）、映画『スタートレック ジェネレーションズ』のアラン・ラック（ジョン・ハリマン役）が、かつて自身が演じたキャラクターで出演している。